# Mother Tucker (Modern Family)
«Mother Tucker» es el noveno episodio de la segunda temporada de la serie de televisión en formato falso documental Modern Family. Se emitió originalmente el 24 de noviembre de 2010 en ABC. El episodio fueron escritos por Paul Corrigan y Brad Walsh y dirigido por Michael Spiller.
En este episodio, Mitchell intenta decirle a Cameron cómo se siente incómodo con su madre, Barb Tucker. Mientras tanto, Haley rompe con Dylan para consternación de Phil. Jay tiene un poco de dolor de estómago y se exacerba cuando él y Manny lo buscan en Internet.
«Mother Tucker» recibió críticas mixtas de los críticos y Joel Keller de TV Squad lo llamó «uno de los más débiles de la temporada, si no el más débil».Según Nielsen Media Research, el episodio recibió una caída significativa con respecto al episodio anterior debido a que se emitió la noche anterior al Día de Acción de Gracias. Nolan Gould no aparece en el episodio.

## Argumento
El episodio comienza con Haley (Sarah Hyland) tomando clases particulares con un chico inteligente llamado David (Thomas Kasp). Claire (Julie Bowen) y Alex (Ariel Winter) pronto salen de la casa antes de que Claire se dé cuenta de que dejó su lista de la compra. Cuando vuelve a la casa, encuentra a Haley besándose con David.
Haley decide que puede ser el momento de romper con Dylan (Reid Ewing), lo que hace a través de un mensaje de texto, una decisión con la que todos están de acuerdo, excepto Phil (Ty Burrell). Phil decide que Dylan podría necesitar a alguien en quien apoyarse, así que él y Dylan deciden comprarle a Phil una guitarra y beber en un bar de zumos. Haley inicialmente piensa que está en una cita con una chica (debido a la chaqueta de chándal de Phil, que es muy femenina) y lo quiere de vuelta. Desafortunadamente, Dylan dice que necesita algo de tiempo para «salir con Dylan», entristeciendo tanto a ella como a Phil.
En la casa de Pritchett, Jay (Ed O'Neill) tiene dolor de estómago. Manny (Rico Rodriguez) le pregunta constantemente a Jay sobre los síntomas y los rellena en un sitio web médico. A Jay le preocupa que pueda tener un problema grave. Sin embargo, Gloria (Sofia Vergara) inicialmente lo descarta porque en Colombia nunca se apresuraría al hospital por cada pequeña cosa y asume que Jay solo está exagerando. Jay va al hospital y le diagnostican apendicitis aguda. Requiere una cirugía de emergencia, lo que hace que Gloria entre en pánico, ya que está a punto de matar a su marido (por segunda vez, como ella lo dice).
Mientras tanto, la madre de Cameron (Eric Stonestreet), Barb Tucker (Celia Weston), llega a la casa de Tucker-Pritchett. Esto hace feliz a Cameron y a Mitchell (Jesse Tyler Ferguson) incómodo, debido a que Barb lo ha tocado de manera inapropiada. Siguiendo el consejo de Claire, Mitchell intenta demostrarle a Cameron que su madre es más que práctica, pero cada vez que intenta hacerlo, Cameron está mirando hacia otro lado. Cuando finalmente se da cuenta de la situación es cuando Mitchell está pegando su riñonera para que Barb la toque. Mitchell finalmente se enfrenta a Cameron sobre el contacto inapropiado de su madre, sin darse cuenta de que ella está detrás de él. Esto hiere el sentimiento de Barb antes de que finalmente se dé cuenta de que lo ha tocado de manera inapropiada y se disculpe, desafortunadamente esto sucede mientras Mitchell está en la bañera.

## Producción
El episodio fueron escritos por Paul Corrigan y Brad Walsh, su segundo crédito de escritura para la temporada después de «Terremeta». El episodio fue dirigido por Michael Spiller, que anteriormente había dirigido siete episodios anteriores de la temporada.
La invitada del episodio de Celia Weston como la madre de Cameron,Barb Tucker.El 7 de septiembre de 2010, William Keck de TV Guide informó que Celia Weston interpretaría a la madre de Cameron.Celia declaró que su personaje «esta totalmente aceptando a Cameron y Mitchell».Eric Stonestreet, que interpreta a Cameron Tucker, también describió a Barb como «alguien que lo hizo (Cameron) la persona que es».Celia había trabajado anteriormente con el director de casting Jeff Greenberg y los creadores Christopher Lloyd y Steven Levitan en Frasier en 2004.

## Recepción

### Audiencia
En su transmisión original, «Mother Tucker» fue vista por un estimado de 10,53 millones de espectadores y recibió una calificación de 3,7/12 % de participación entre los adultos de entre 18 y 49 años, convirtiéndose en el episodio con la calificación más baja de la temporada.El episodio recibió un significado debido a que se emitió la víspera de Acción de Gracias.A pesar de la baja calificación, el episodio se convirtió en la serie mejor valorada de la noche que se emitió.El episodio también se convirtió en la décima serie mejor valorada de la semana que emitió en el grupo demográfico de 18-49.

### Reseñas
«Mother Tucker» recibió críticas mixtas.
Joel Keller de TV Squad calificó el episodio de «entre los más débiles de la temporada, si no el más débil». Sintió que, aunque los Dunphy tenían la «mejor (trama) de la noche», también sintió que "también era desigual».
Emily VanDerWerff de The A.V. Club calificó el episodio con un B+. Ella sintió que «no fue el episodio más fuerte de este programa de la historia, pero fue sólido en todos los ámbitos, con más que suficientes risas para acompañarlo». También dijo que «continuó la racha de mejoras de la segunda temporada».
Rachael Maddux de New York declaró en su reseña que «Después de dos grandes episodios seguidos después de un comienzo inestable, Modern Family parece que finalmente podría estar volviendo a su forma de primera temporada».